# Dihydroxyacetonphosphat
Dihydroxyacetonphosphat (DHAP) ist ein Phosphorsäureester des Dihydroxyacetons und entsteht als Zwischenprodukt der Glykolyse. Es handelt sich dabei, zusammen mit Glycerinaldehyd-3-phosphat (G3P), um eines der wichtigsten Triosephosphate. Im 5. Schritt der Glykolyse entsteht DHAP zu 96 %, G3P zu 4 %. Somit reguliert DHAP die Freigabe an G3P für die Energiegewinnungsphase der Glykolyse.